# Mäander (Heraldik)

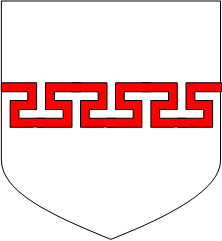
Mäander

Mäander sind in der Heraldik nicht sehr verbreitet. Zwei Varianten sind in Wappen anzutreffen.
Einmal ist es eine ein Heroldsbild  ausschmückende geometrische Figur  und somit eine besondere Art der Arabesken. In russischen Wappen der Neuzeit werden bevorzugt Balken, Pfähle und Borde damit geschmückt.
Die zweite Form ist die Begleitung von Heroldsbildern, wie Balken und Pfähle als Mäandersaum. Die Darstellung ist in französischen Wappen beliebt. Eine Bedeutung  ist beiden Formen nicht zuzuordnen, sondern es ist nur eine heraldische  Laune.
Die Farbgebung sollte immer verschieden von der Feldfarbe unter Beachtung der heraldischen Regel Farbe/Metall sein.

## Beispiele

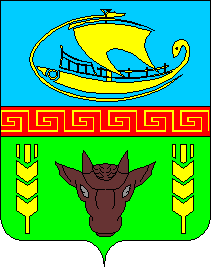
Variante eins (Wappen von Ursuf)
Variante zwei (Wappen von Haute-Marne)
Lilienmäander im Wappen des Elsass